# Scott Kelly (Astronaut)
Scott Joseph Kelly (* 21. Februar 1964 in Orange, New Jersey) ist ein ehemaliger amerikanischer Astronaut. Sein sechs Minuten älterer Zwillingsbruder Mark war ebenfalls Raumfahrer.

## Leben
Geboren wurde Kelly in dem Ort Orange, aufgewachsen und zur Schule gegangen ist er in der wenige Kilometer entfernten Stadt West Orange. Er und seine aus Georgia stammende Frau Leslie haben zwei Kinder.
Kelly verließ 1982 die Mountain High School in West Orange. In New York begann er, Elektrotechnik zu studieren. Das Maritime College der State University of New York (SUNY) in Throgs Neck verlieh ihm im Mai 1987 den Bachelor-Grad. Anschließend machte er an der Naval Air Station Pensacola in Florida eine Pilotenausbildung auf einer Propellermaschine vom Typ T-34 „Mentor“. Es folgte eine Schulung auf Düsenflugzeugen an der Naval Air Station Beeville in Texas.
Kelly wurde der Jagdstaffel VF-143 „Pukin' Dogs“ zugeteilt, nachdem er einen weiterführenden Lehrgang auf dem Flugzeugmuster F-14 „Tomcat“ absolviert hatte. Die VF-143 ist auf der Naval Air Station Oceana in Virginia Beach, Virginia, stationiert und bildet mit anderen Einheiten das Carrier Air Wing Seven (CVW-7). 1990 war Kelly mit der VF-143 an Bord des Flugzeugträgers Dwight D. Eisenhower zwischen März und September auf dessen sechstem Einsatz im Mittelmeer dabei. Nach einem Auftrag auf der Naval Air Station Fallon in Nevada im Mai 1991 wurde CVW-7 mit der Dwight D. Eisenhower ausgesandt, um die „Operation Desert Storm“ zu unterstützen. Ende September 1991 lief man mit dem Ziel Persischer Golf aus. Nach Beendigung des Kampfeinsatzes im Zweiten Golfkrieg nahm das Geschwader im März 1992 auf dem Rückweg in die USA an einer NATO-Übung teil. Die Dwight D. Eisenhower war Teil der „Teamwork 92“, die zwei Wochen lang in den Fjorden Norwegens abgehalten wurde. Bevor Kelly das VF-143 verließ, nahm er im August 1992 an der Jungfernfahrt der gerade in Dienst gestellten George Washington teil.
Ab Januar 1993 besuchte er die US Naval Test Pilot School (USNTPS) in Patuxent River, Maryland, und wurde zum Testpiloten ausgebildet. Danach arbeitete Kelly zusammen mit seinem Bruder am Strike Aircraft Test Squadron, das sich bei der USNTPS befindet. Er erprobte Modifikationen für die Flugzeugtypen F-14 „Tomcat“ und F/A-18 „Hornet“. Anschließend setzte er sein Studium fort und erhielt 1996 von der University of Tennessee in Knoxville einen Master im Fach Luftfahrtsysteme.

## Astronautentätigkeit

### Ausbildung
Scott Kelly machte gerade sein Abschlussexamen, als ihn die NASA 1996 für die 16. Astronautengruppe auswählte, die mit einer Stärke von 35 Anwärter(inne)n die größte Gruppe seit den legendären „Thirty Five New Guys“ 1978 bildete. Kelly zählte zu den insgesamt 2.432 Kandidaten, die den formalen Auswahlkriterien entsprachen. Daraus gingen 123 Finalisten hervor, die zwischen Oktober 1995 und Februar 1996 das Johnson Space Center in Houston besuchten, um Bewerbungsgespräche zu führen und medizinisch untersucht zu werden.
Erstmals in der Geschichte der NASA waren mit den Kellys Zwillinge in die Endrunde der Astronautenauswahl gekommen und wurden nominiert. Scott und sein eineiiger Zwillingsbruder Mark sind ausgebildete Marine- und Testpiloten und waren 32 Jahre alt, als die 16. Astronautengruppe im Mai 1996 vorgestellt wurde (Das Durchschnittsalter der 1996er Gruppe lag bei 36 Jahren).
Mitte August 1996 begannen Mark und Scott Kelly zusammen mit den 42 anderen Bewerbern — 10 Piloten (darunter die beiden Kellys), 25 Missionsspezialisten und 9 internationale Anwärter — die zweijährige Grundausbildung. Scott Kelly wurde nach seinem Basistraining zum Shuttle-Piloten ab Herbst 1998 in der Abteilung für Raumfahrtsysteme des Astronautenbüros eingesetzt.

### Erster Flug: Mit dem Space Shuttle zum Hubble-Teleskop
Mitte März 1999 wurde Kelly als Pilot für seine erste Mission aufgestellt: STS-103 war eine Wartungs- und Reparaturmission des Hubble Space Telescopes (HST) und fand im Dezember 1999 statt. Genau zwei Tage nach dem Start hatte sich die Discovery dem HST so weit genähert, dass es eingefangen und in der Nutzlastbucht arretiert werden konnte. In den nächsten Tagen folgten drei Außenbordarbeiten (EVAs), in denen vier Astronauten die notwendigen Reparaturen vornahmen. Nach acht Tagen ging der Flug mit einer Nachtlandung zu Ende. STS-103 war übrigens nach Apollo 8 1968 und Skylab 4 1973 die dritte Mission, bei der amerikanische Raumfahrer Weihnachten im All verbrachten.
Im Jahr 2000 arbeitete Kelly als Verbindungsmann für die NASA (Director of Operations) im Sternenstädtchen bei Moskau. Ende März 2001 wurde er als Reserveastronaut seiner Kollegin Peggy Whitson für die 5. ISS-Stammbesatzung nominiert. Er trainierte mit ihr zusammen, kam jedoch nicht zum Einsatz.

### Unterwasserlabor Aquarius
Bereits zweimal ging Scott Kelly, der seit August 1979 ein ausgebildeter Sporttaucher ist, für die NASA ins Wasser. Zusammen mit Astronaut Rex Walheim und vier anderen Freiwilligen verbrachte er im September 2002 eineinhalb Wochen im Unterwasserlabor „Aquarius“. Im April 2005 kehrte er unter anderem mit Michael Gernhardt für zwei Tage in die Unterwasserwelt zurück. Diese zwei Exkursionen fanden im Rahmen des NEEMO-Programms statt. Seit Jahren führt die US-Raumfahrtbehörde diese „NASA Extreme Environment Mission Operations“ durch. Die NASA schloss dazu mit dem amerikanischen Wetterdienst NOAA, dem das Labor vor der Küste Floridas gehört, ein Kooperationsabkommen. Die Aquarius ist eine 80-Tonnen-Stahlkonstruktion, die seit 1987 sechs Kilometer vor der Küste von Key Largo am Meeresboden in 18 Metern Tiefe verankert ist. Die Raumverhältnisse entsprechen etwa denen des Swesda-Moduls der ISS.

### Zweiter Flug: Kommandant des Space Shuttle
Mitte Dezember 2002 wurde Kelly als Kommandant von STS-118 aufgestellt. Die ursprünglich für November 2003 geplante Mission musste wegen des Absturzes der Columbia ein halbes Jahr zuvor verschoben werden. Der Flug fand im August 2007 statt.

### Dritter Flug: sechs Monate auf der ISS
Scott Kelly führte einen Langzeitaufenthalt an Bord der Internationalen Raumstation (ISS) durch. Er war den ISS-Expeditionen 25 und 26 zugeteilt und von Oktober 2010 bis März 2011 an Bord der Raumstation, wobei er ab November 2010 das Kommando übernahm. Der Hin- und Rückflug erfolgte mit Sojus TMA-01M, dem ersten Exemplar der verbesserten Serie TMA-M des Sojus-Raumschiffs.

### Vierter Flug: zwölf Monate auf der ISS

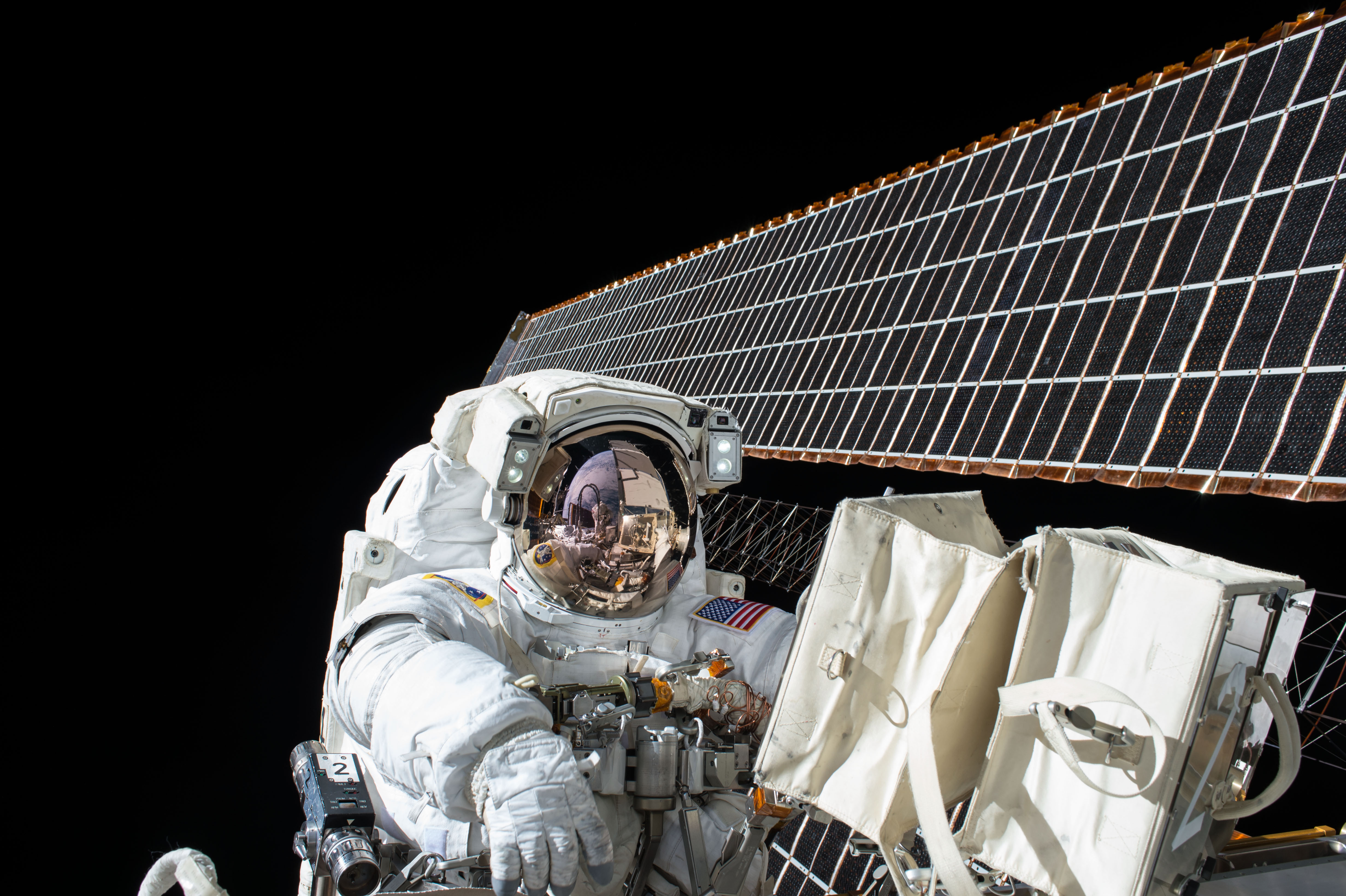
Kelly während seiner zweiten EVA am 6. November 2015

Zusammen mit Michail Kornijenko verweilte er ab dem 28. März 2015 knapp ein Jahr auf der ISS, um im Rahmen der NASA Twins Study die Auswirkungen der Schwerelosigkeit auf den menschlichen Körper für einen längeren Zeitraum zu testen. Kelly war dabei Bordingenieur der ISS-Expeditionen 43 und 44 und übernahm am 11. September 2015 das Kommando der ISS-Expeditionen 45 und 46. Am 15. Oktober 2015 war Kelly insgesamt 381 Tage im All und löste damit Michael Fincke als weltraumerfahrensten NASA-Astronauten ab. Die Rückkehr zur Erde zusammen mit Kornijenko erfolgte am 2. März 2016 mit dem Raumschiff Sojus TMA-18M und dessen Kommandanten Sergei Wolkow.
Zehn Tage nach seiner letzten Landung kündigte Kelly an, dass er die Nasa mit sofortiger Wirkung verlässt. Am 1. April 2016 ging Kelly in den Ruhestand.

## Zitate
„... Ich habe gelernt, dass nichts so wunderbar wie Wasser ist.
Als mein Flugzeug nachts in Houston landete und ich endlich nach Hause konnte, tat ich genau das, was ich die ganze Zeit angekündigt hatte: Ich trat durch die Haustür ein, ging durch die Hintertür hinaus und sprang, den Fliegeranzug noch am Leibe, in meinen Swimmingpool. Das Gefühl, zum 1. Mal nach einem Jahr ins Wasser getaucht zu sein, lässt sich unmöglich beschreiben
Ich werde Wasser nie wieder für eine Selbstverständlichkeit halten. ...“

## Auszeichnungen
Auswahl der Dekorationen, sortiert in Anlehnung der Order of Precedence of Military Awards:
- Defense Superior Service Medal (2 ×)
- Legion of Merit
- Distinguished Flying Cross
- Navy & Marine Corps Achievement Medal
- Navy Unit Commendation (2 ×)
- National Defense Service Medal (2 ×)
- Southwest Asia Service Medal

## Veröffentlichungen
- 2017, Alfred A. Knopf, New York: Endurance - A Year in Space, A Lifetime of Discovery
  - Dt. durch Hainer Kober, 2018, C. Bertelsmann München: Endurance. Mein Jahr im Weltall. ISBN 978-3-570-10329-6